# شادی ابوهشهش
شادی ابوهشهش (انگلیسی: Shadi Abu Hash'hash؛ زادهٔ ۲۰ ژانویهٔ ۱۹۸۱) بازیکن سابق و مربی فوتبال اهل اردن است.
از باشگاه‌هایی که در آن بازی کرده‌است می‌توان به باشگاه فوتبال التعاون عربستان سعودی، باشگاه ورزشی الفتح، و باشگاه فوتبال الشباب اردن اشاره کرد.
وی همچنین در تیم ملی فوتبال اردن بازی کرده‌است.